# Getas (Cepu)
Getas is een bestuurslaag in het regentschap Blora van de provincie Midden-Java, Indonesië. Getas telt 1887 inwoners (volkstelling 2010).